# The Lone Cowboy
Pour les articles homonymes, voir Cowboy.

The Lone Cowboy est un film américain muet réalisé par Raoul Walsh et sorti en 1915.

## Fiche technique
- Titre original : The Lone Cowboy
- Réalisation : Raoul Walsh
- Société de production : Fox Film Corporation
- Société de distribution : Fox Film Corporation
- Pays d’origine :  États-Unis
- Langue originale : anglais
- Format : noir et blanc — 35 mm — 1,37:1 — film muet
- Genre : Western
- Date de sortie :
  - États-Unis : 1915

## Distribution
- Tom Mix
- Mildred Harris
- Alan Hale
- Crazy Wolf